# 跳弹鳚
跳弹鳚（学名：Alticus saliens）为鳚科跳弹鳚属的鱼类，俗名高冠鳚。分布于太平洋、印度洋等，深度0至2公尺。该物种的模式产地在新不列顛岛。该物种的首个描述者有两种说法，一种说法指该物种于1788年由Johann Reinhold Forster描述，另一说法指该物种于1800年由B.G.E. Lacepède描述。
本魚體長橢圓形，稍側扁，頭鈍短，上下唇具鋸齒緣，雄魚頭具冠膜，雌魚無冠膜，具鼻鬚及眶上鬚，背鰭硬棘14枚、背鰭軟條21-23枚、臀鰭硬棘2枚、臀鰭軟條25-27枚，體長可達10公分，棲息於潮間帶石灰岩沉積物的洞穴中，受到干擾時就會在洞穴之間跳躍，因此得名。它們在潮水漲落時非常合群，利用視覺展示來警告競爭對手並吸引配偶，主要以藻類為食。